# Borysie
Borysie, in. Borysy (lit. Barysiai, żmudzki Barīsē) – wieś na Litwie, w okręgu szawelskim, w rejonie janiskim, w gminie Gataučiai (Gruździe).

## Geografia
Miejscowość położona 5 km od Stupurų, przy drodze Priešginiai – Daušiškiai. Przez wieś przepływa rzeka Kulpė. W Borysiach znajduje się port lotniczy Barysiai.

## Historia
W XIX w. wieś znajdowała się w gminie Gruździe w powiecie szawelskim guberni kowieńskiej. 
W okresie międzywojennym Barysiai należały do odrodzonego państwa litewskiego.
W latach 1940−1941 w Litewskiej Socjalistycznej Republice Radzieckiej. W latach 1941−1944 pod okupacją niemiecką. W latach 1944−1990 ponownie w granicach ZSRR. Od 1990 r. w niepodległej Litwie. 
W latach 1950−1991 wieś wchodziła w skład miejscowego kołchozu. W latach 1957−1959 we wschodniej części miejscowości wybudowano lotnisko, które w latach 1959−1992 funkcjonowało jako cywilny port lotniczy dla Szawli.